# サン・ジュリアーノ・デル・サンニオ
サン・ジュリアーノ・デル・サンニオ（イタリア語: San Giuliano del Sannio）は、イタリア共和国モリーゼ州カンポバッソ県にある、人口約1,000人の基礎自治体（コムーネ）。

## 地理

### 位置・広がり

#### 隣接コムーネ
隣接するコムーネは以下の通り。
- チェルチェピッコラ
- グアルディアレージャ
- ミラベッロ・サンニーティコ
- セピーノ
- ヴィンキアトゥーロ

## 行政

### 分離集落
サン・ジュリアーノ・デル・サンニオには、以下の分離集落（フラツィオーネ）がある。
- Acquasalsa, Bosco Redole, Fontana Cappella, Montevecchio, Pescullo, Tomoliccio